# Sakiasi Ditoka
Sakiasi Ditoka est un militaire puis homme politique fidjien.

## Biographie
Engagé dans les Forces militaires de la république des Fidji, il atteint le grade de major avant de quitter les forces armées en 2002. Il travaille ensuite dans l'administration publique, avant de devenir le secrétaire privé du Premier ministre Laisenia Qarase.
Il est membre fondateur de l'Alliance populaire en novembre 2021, et est le secrétaire général inaugural du parti. Il est élu député au Parlement des Fidji lors des élections de 2022,. Le nouveau Premier ministre Sitiveni Rabuka, chef de l'Alliance populaire, le nomme ministre du Développement rural et maritime ainsi que ministre de la Gestion des catastrophes naturelles.